# Saint Hedwig
La ville de Saint Hedwig est située dans le comté de Bexar, dans l’État du Texas, aux États-Unis. Sa population s’élevait à 2 094 habitants lors du recensement de 2010, estimée à 2 406 habitants en 2016.

## Histoire
Saint Hedwig a été fondée en 1852 par John Demmer, originaire de Silésie.

## Source
- (en) Cet article est partiellement ou en totalité issu de l’article de Wikipédia en anglais intitulé « St. Hedwig, Texas » (voir la liste des auteurs).

1. ↑  « Population and Housing Unit Estimates » (consulté le 9 juin 2017)
2. ↑  « Census of Population and Housing », Census.gov (consulté le 4 juin 2015)